# Касано Спинола
Касано Спинола (итал. Cassano Spinola) је насеље у Италији у округу Алесандрија, региону Пијемонт.
Према процени из 2011. у насељу је живело 1648 становника. Насеље се налази на надморској висини од 190 м.

## Становништво
| 1936. | 1951. | 1961. | 1971. | 1981. | 1991. | 2001. | 2011. |
| ----- | ----- | ----- | ----- | ----- | ----- | ----- | ----- |
| 1.752 | 1.790 | 1.917 | 2.135 | 2.284 | 2.047 | 1.852 | 1.793 |